# Наудачу, Бальтазар
«Наудачу, Бальтазар» (фр. Au hasard Balthazar, также встречается перевод «Такова жизнь, Бальтазар») — французский фильм Робера Брессона, вышедший на киноэкраны в 1966 году. Первая актёрская работа Анны Вяземски.
Премьера фильма состоялась в 1966 году на Венецианском кинофестивале.

## Сюжет
Переосмысливая сюжет «Золотого осла», фильм рассказывает о судьбе ослика, которого его первые владельцы, дети, назвали Бальтазаром. На протяжении всего фильма ослик переходит из рук в руки, и все к нему относятся по-разному — кто-то проявляет больше доброты (как, например, Мари, которую играет Анна Вяземски), кто-то больше жестокости. Бальтазар и Мари часто страдают от рук одних и тех же людей. Все повороты судьбы животное принимает безропотно, со своего рода благородным стоицизмом.
По мере развития сюжета фильм превращается в притчу, а ослик всё больше напоминает святого, приближаясь к многочисленным брессоновским фигурам, которые вслед за Христом принимают на себя страдания мира, и даже превосходя этих праведников незлобливостью и смирением. Смерть ослика показана как его духовное преображение в духе «Смерти Ивана Ильича».

## В ролях
- Анна Вяземски — Мари
- Франсуа Лафарж — Жерар
- Филипп Асселин — отец Мари
- Натали Жойот — мать Мари
- Уолтер Грин — Жак
- Жан-Клод Гильбер — Арнольд
- Пьер Клосовски — торговец

## Производство
Сделав несколько фильмов на тюремную тематику («Приговорённый к смерти бежал», «Карманник», «Процесс Жанны д’Арк»), используя свою теорию «чистого кинематографа», Брессон заявил, что он хочет перейти на другой стиль кинопроизводства. Сюжет фильма был навеян «Идиотом» Фёдора Достоевского, а каждый эпизод в жизни Бальтазара представляет собой один из семи смертных грехов. Позднее Брессон заявил, что фильм был «составлен из многих линий, которые пересекаются друг с другом», и что Бальтазар должен был стать символом христианской веры.
Брессон выпустил фильм при поддержке Шведского института кино.

## Реакция
В 1970 году The New York Times расценила финальную сцену фильма как «безусловно, один из самых захватывающих отрывков в истории кинематографа». В том же году пропагандист и защитник авторского кино в США Эндрю Саррис в своём обзоре восторженно писал: «ни один фильм, который я когда-либо видел, не подошёл так близко к тому, чтобы перевернуть всё моё существо. Он сам по себе является одной из самых высоких вершин художественно реализованного эмоционального опыта».

## Значение
«Наудачу, Бальтазар» — классический образец европейского авторского кино середины XX века. Жан-Люк Годар, который впоследствии женился на Анне Вяземски, сыгравшей главную роль, назвал фильм Брессона «особым миром, который укладывается в полтора часа». Режиссёр Михаэль Ханеке и кинокритик Манола Даргис считают картину об ослике величайшим из всех фильмов, а Аки Каурисмяки включает её в тройку лучших.
По итогам опроса 846 кинокритиков со всего мира (2012) «Наудачу, Бальтазар» попал в 20-ку высших достижений мирового киноискусства.

## Музыка
Михеева Ю. В. отмечает: «В фильме <…> закадровая музыка только на первый взгляд использована традиционным способом. Соната № 20 Франца Шуберта (точнее, фрагмент мелодии из неё), звучащая уже на начальных титрах, становится в кадре продолжением визуального образа ослика Бальтазара. По словам Брессона, фильм „должен был следовать библейскому тону“ <…>. Претерпевший мучения <…>, но и любовь <…>, ослик умирает, окруженный стадом овец („паствой“). В конце фильма хозяйка осла говорит, что он „святой“. Все эти детали не оставляют сомнений и в христианизированном духе фильма Брессона, и в его открыто моралистическом послании, выраженном в том числе в звуке: гармоничной мелодии Шуберта противопоставляются современные агрессивные ритмы, несущиеся из транзистора молодого повесы. Каждый раз, когда на экране появляется сначала юный, а потом все более дряхлеющий Бальтазар, мы слышим мелодию Шуберта. Благодаря характеристикам мелодии, её появление „возвышает“, переводит в иное эстетическое измерение весь фильмический диегезис, но одновременно мелодия является и неотъемлемой частью визуального образа ослика (недаром на музыку ещё на начальных титрах „накладывается“ ослиный крик). Таким образом, в аудиовизуальном решении фильма мы видим пример одновременного использования одного и того же звука (мелодии Шуберта) как манифестации трансцендентного и как элемента визуального образа».